# Novopavlivka, Djankoi
Novopavlivka (în ucraineană Новопавлівка) este un sat în comuna Stalne din raionul Djankoi, Republica Autonomă Crimeea, Ucraina.

## Demografie
Componența lingvistică a localității Novopavlivka
     Rusă (47,49%)
     Tătară crimeeană (31,06%)
     Ucraineană (18,84%)
     Belarusă (2,4%)
Conform recensământului din 2001, nu exista o limbă vorbită de majoritatea populației, aceasta fiind compusă din vorbitori de rusă (47,49%), tătară crimeeană (31,06%), ucraineană (18,84%) și belarusă (2,4%).